# Liga mistrů UEFA ve futsalu

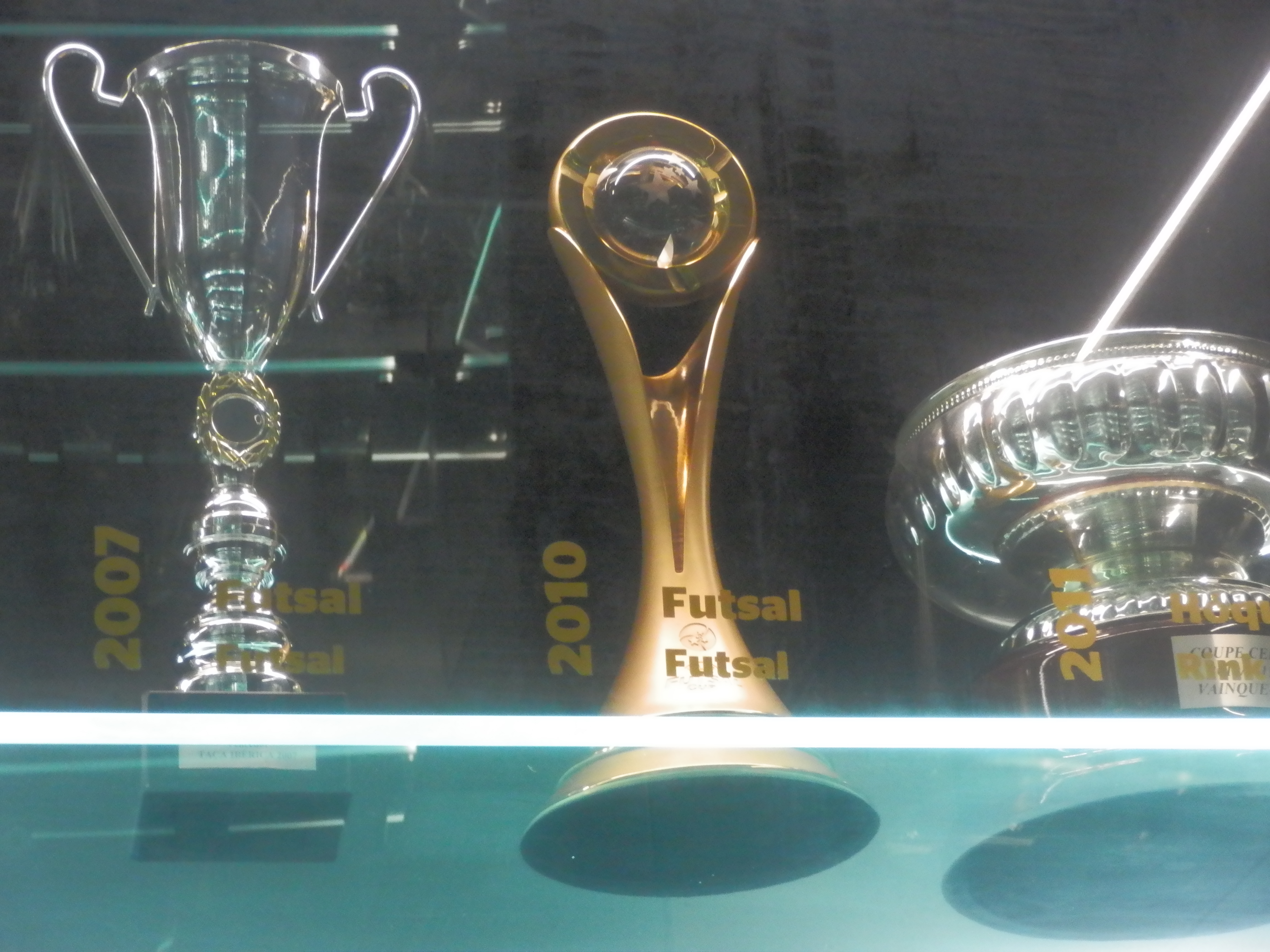
Trofej pro vítěze

Liga mistrů UEFA ve futsalu (anglicky UEFA Futsal Champions League), do roku 2018 Pohár UEFA ve futsalu (anglicky UEFA Futsal Cup), je evropská klubová soutěž ve futsalu, organizuje ji UEFA. Vznikla v roce 2001, jako nepřímý nástupce svého předchůdce, klubového Mistrovství Evropy. Nejúspěšnější klub soutěže je španělský Inter Fútbol Sala, který získal 5 titulů.
Vítěz získává 40 cm vysokou a 7,5 kg těžkou trofej ze slitin kovu a plexiskla. Po roce vítěz trofej odevzdává UEFA a získává zmenšenou repliku. Skutečnou trofej vítěz získává po třech vítězstvích za sebou nebo pěti celkových titulech v soutěži.
Nejvyššího vítězství, které bolo v soutěži dosaženo, dosáhl belgický Action 21 Charleroi, který vyhrál 44:3 nad albánským Olimpic Tirana.

## Přehled turnajů
| #  | Sezóna   | Zlatá medaile            | Skóre             | Stříbrná medaile         | Semifinalisté                             | Semifinalisté                             | Semifinalisté                             |
| -- | -------- | ------------------------ | ----------------- | ------------------------ | ----------------------------------------- | ----------------------------------------- | ----------------------------------------- |
| 1  | 2001/02  | Playas de Castellón      | 5:1               | Action 21 Charleroi      | MNK Split a Sporting                      | MNK Split a Sporting                      | MNK Split a Sporting                      |
| 2  | 2002/03  | Playas de Castellón      | 7:5               | Action 21 Charleroi      | Furpile Prato a Inter Fútbol Sala         | Furpile Prato a Inter Fútbol Sala         | Furpile Prato a Inter Fútbol Sala         |
| 3  | 2003/04  | Inter Fútbol Sala        | 7:5               | Benfica                  | Action 21 Charleroi a Playas de Castellón | Action 21 Charleroi a Playas de Castellón | Action 21 Charleroi a Playas de Castellón |
| 4  | 2004/05  | Action 21 Charleroi      | 10:9              | Dinamo Moskva            | ElPozo Murcia a Inter Fútbol Sala         | ElPozo Murcia a Inter Fútbol Sala         | ElPozo Murcia a Inter Fútbol Sala         |
| 5  | 2005/06  | Inter Fútbol Sala        | 9:7               | Dinamo Moskva            | Kairat a Šachtar Doněck                   | Kairat a Šachtar Doněck                   | Kairat a Šachtar Doněck                   |
| #  | Sezóna   | Zlatá medaile            | Skóre             | Stříbrná medaile         | Bronzová medaile                          | Skóre                                     | 4. místo                                  |
| 6  | 2006/07  | Dinamo Moskva            | 2:1               | Inter Fútbol Sala        | ElPozo Murcia                             | 1:1 (4:3 na pen.)                         | Action 21 Charleroi                       |
| 7  | 2007/08  | Viz-Sinara Jekatěrinburg | 4:4 (3:2 na pen.) | ElPozo Murcia            | Dinamo Moskva                             | 5:0                                       | Kairat                                    |
| 8  | 2008/09  | Inter Fútbol Sala        | 5:1               | Viz-Sinara Jekatěrinburg | Kairat                                    | 1:0                                       | Dinamo Moskva                             |
| 9  | 2009/10  | Benfica                  | 3–2 (pp.)         | Inter Fútbol Sala        | Araz Naxçivan                             | 2:2 (5:4 na pen.)                         | Luparense                                 |
| 10 | 2010/11  | Montesilvano             | 5:2               | Sporting                 | Kairat                                    | 3:3 (5:3 na pen.)                         | Benfica                                   |
| 11 | 2011/12  | Barcelona                | 3:1               | Dinamo Moskva            | Marca Futsal                              | 3:3 (4:3 na pen.)                         | Sporting                                  |
| 12 | 2012/13  | Kairat                   | 4:3               | Dinamo Moskva            | Barcelona                                 | 4:1                                       | Iberia Star                               |
| 13 | 2013/14  | Barcelona                | 5:2 (pp.)         | Dinamo Moskva            | Araz Naxçivan                             | 6:4                                       | Kairat                                    |
| 14 | 2014/15  | Kairat                   | 3:2               | Barcelona                | Sporting                                  | 8:3                                       | Dinamo Moskva                             |
| 15 | 2015/166 | Gazprom-Ugra Jugorsk     | 4:3               | Inter Fútbol Sala        | Benfica                                   | 2:2 (2:0 na pen.)                         | ASD Pescara                               |
| 16 | 2016/17  | Inter Fútbol Sala        | 7:0               | Sporting                 | Kairat                                    | 5:5 (3:2 na pen.)                         | Gazprom-Ugra Jugorsk                      |
| 17 | 2017/18  | Inter Fútbol Sala        | 5:2               | Sporting                 | Barcelona                                 | 7:1                                       | Győri ETO                                 |
| 18 | 2018/19  | Sporting                 | 2:1               | Kairat                   | Barcelona                                 | 3:1                                       | Inter Fútbol Sala                         |
| 19 | 2019/20  | Barcelona                | 2:1               | ElPozo Murcia            | KPRF                                      | 2:2 (3:1 na pen.)                         | Tyumen                                    |
| #  | Sezóna   | Zlatá medaile            | Skóre             | Stříbrná medaile         | Semifinalisté                             | Semifinalisté                             | Semifinalisté                             |
| 20 | 2020/21  | Sporting                 | 4:3               | Barcelona                | Inter Fútbol Sala a Kairat                | Inter Fútbol Sala a Kairat                | Inter Fútbol Sala a Kairat                |
| #  | Sezóna   | Zlatá medaile            | Skóre             | Stříbrná medaile         | Bronzová medaile                          | Skóre                                     | 4. místo                                  |
| 21 | 2021/22  | Barcelona                | 4:0               | Sporting                 | Benfica                                   | 5:2                                       | ACCS Futsal                               |
| 22 | 2022/23  | Palma Futsal             | 1:1 (5:3 na pen.) | Sporting                 | Benfica                                   | 4:3                                       | Anderlecht                                |
| 23 | 2023/24  | Palma Futsal             | 5:1               | Barcelona                | Benfica                                   | 6:3                                       | Sporting                                  |